# Hybolasioptera
Hybolasioptera is een muggengeslacht uit de familie van de galmuggen (Cecidomyiidae).

## Soorten
- H. elymi Gagne, 1969
- H. fasciata - smelestengelgalmug (Kieffer, 1904)